# بيرجين فالسوجانا
بيرغيني فالسوجانا (Pèrzen أو Pèrzem في اللهجة المحلية) هي تجمع سكاني (بلدية) في ترينتينو في شمال إيطاليا في منطقة ترينتينو-ألتو أديجي/سودتيول، تقع على بُعد حوالي 9 كم شرق ترينتو.
تجاور بيرغيني فالسوجانا البلديات التالية: بازيلغا دي بيني، ترينتو، فورناتشي، سانت أورسولا ترمي، سيفيزانو، فراسيلونغو، فيجنولا-فاليزينا، نوفاليدو، ليفكو ترمي، تينا، فيغولو فاتارو، بوسنتينو، كالدونازو وكالتشيرانيكا ألب لاجو.

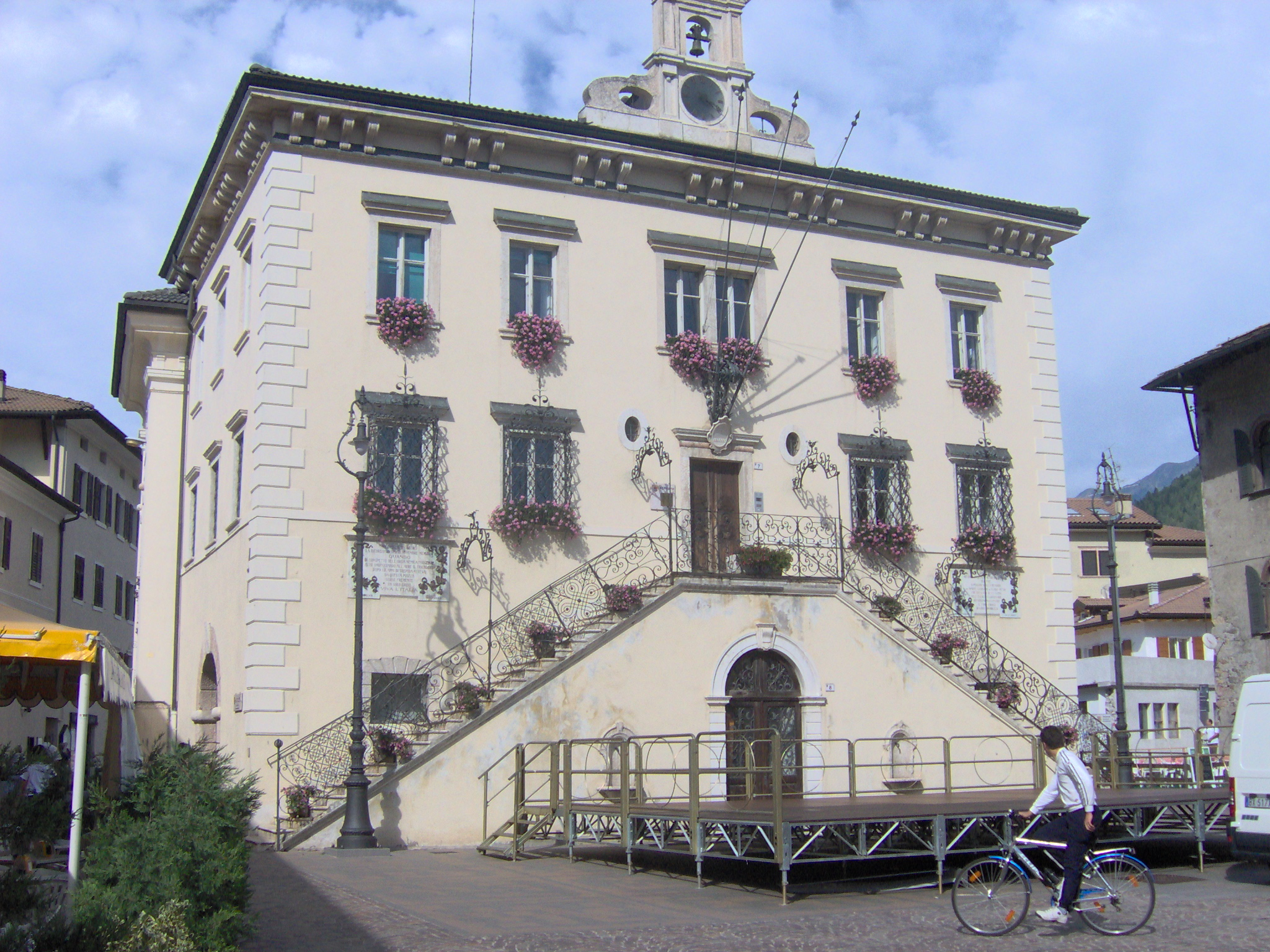
مبنى البلدية.

## المعالم الرئيسية
- قلعة، حصن من العصور الوسطى على تلة ارتفاعها 657 م فوق مستوى سطح البحر. يُعرف منذ عام 845، على الرغم من أنه قد يكون له أصول لومبارد أو حتى أصول رومانية متأخرة.
- كنيسة سانتا ماريا ذات الطراز القوطي المتأخر.
- كنيسة سان كارلو، أعيد بناؤها في عام 1619.
- قصر توميلين (القرن السابع عشر).
- قصر براتو (القرن السادس عشر).
- قصر جنتيلي-كريفيللي (القرن السادس عشر).
- قصر هيبوليت (أواخر القرن الخامس عشر).

## الروابط الخارجية
- الموقع الرسمي (بالإيطالية)
- سان كريستوفور ألب لاجو، "فرازيو" في بيرغيني فالسوجانا (بالإيطالية)